# Municipio de San Martín Tilcajete
El municipio de San Martín Tilcajete (del náhuatl: tlitlc, caxitl ‘negro, cajete’‘Cajete negro’) es uno de los 570 municipios que conforman al estado mexicano de Oaxaca. Pertenece al distrito de Ocotlán, dentro de la región valles centrales. Su cabecera es la localidad de San Martín Tilcajete.

## Atractivo turístico
San Martín Tilcajete es el pueblo donde nacen los alebrijes, representaciones de animales imaginarios tallados en madera en combinación de colores vivos. El significado de alebrije proviene de tres palabras las cuales son: Alegría por sus colores, Bruja por el misticismo y Embije que quiere decir teñir o pintar algo de rojo. Aunque se piensa que el verdadero alebrije era hecho de cartón, en Oaxaca la técnica siempre ha sido de madera; y el principal creador fue Pedro Linares López en 1936, quien comenzó elaborando piezas de madera sin pintar, para darles un toque rústico, sin embargo al pasar de los años se comenzaron a pintar con distintas tonalidades obtenidas de la naturaleza.

## Geografía
El municipio abarca 17.31 km² y se encuentra a una altitud promedio de 1500 m s. n. m., oscilando entre 1800 y 1400 m s. n. m.

### Fisiografía
San Martín Tilcajete se encuentra en la subprovincia de las sierras y valles de Oaxaca, dentro de la provincia de la Sierra Madre del Sur. El 70% de la demarcación pertenece al sistema de topoformas de la sierra baja compleja y el 30% restante al valle de landeras tendidas con lomerío. El tipo de relieve que predomina es el valle o depresión.

### Hidrografía
El municipio pertenece a la subcuenca del río Atoyac-Oaxaca de Juárez, dentro de la cuenca del ríó Atoyac, parte de la región hidrológica de Costa Chica-Río Verde. El principal afluente de San Martín Tilcajete es el río Verde.

## Clima
El clima del municipio es semiseco semicálido en todo su territorio. El rango de temperatura media anual es de 18 a 20 grados celcius, el mínimo promedio es de 6 a 8 grados y el máximo promedio va de 30 a 32 grados. El rango de precipitación media anual es de 600 a 800 mm y los meses de lluvias son de noviembre a abril.

## Demografía
De acuerdo al último censo, realizado por el INEGI en 2010, en el municipio habitan 1742 personas, repartidas entre 2 localidades. Del total de habitantes de San Martín Tilcajete, 11 personas hablan alguna lengua indígena.

## Política

### Gobierno
El municipio se rige mediante el sistema de usos y costumbres, eligiendo gobernantes cada tres años de acuerdo a un sistema establecido por las tradiciones de sus antepasados.

### Regionalización
San Martín Tilcajete pertenece al IX distrito electoral federal de Oaxaca, con sede en Zimatlán de Álvarez, y al décimo noveno distrito electoral local, con sede en Ocotlán de Morelos.